# Polittico della Misericordia
Il Polittico della Misericordia è un'opera, tecnica mista (olio, tempera e fondo oro su tavola) su tavola (273x330 cm), di Piero della Francesca, realizzata tra il 1445 e il 1462,  e conservata nel Museo civico di Sansepolcro.

## Storia
Nel 1442 Piero risultava abitante, dopo alcuni viaggi, di nuovo a Borgo Sansepolcro, sua città natale, dove era uno dei "consiglieri popolari" nel consiglio comunale. L'11 gennaio 1445 ricevette dalla locale Confraternita della Misericordia la commissione di un polittico per l'altare della loro chiesa: il contratto prevedeva il compimento dell'opera in tre anni e la sua completa autografia, oltre all'obbligo di controllare, ed eventualmente restaurare, il dipinto nei dieci anni successivi. Il Polittico della Misericordia è, grazie a questo contratto, la prima opera documentata di Piero della Francesca che ci sia pervenuta.
In realtà, la realizzazione del polittico si protrasse, con intervento di un allievo non identificato, per più di 15 anni, nonostante le continue sollecitazioni della Confraternita, come dimostra un pagamento al fratello Marco di Benedetto de' Franceschi, per conto di Piero, effettuato dai religiosi nel 1462. Il ritardo può essere spiegato sia per i numerosi altri impegni del maestro, sia per la sua fama di artista molto lento, a cui si era cercato di rimediare con l'apposizione della clausola. Alcuni documenti fanno dedurre che la parte preponderante dell'opera sia stata eseguita dopo il 1459. La presenza di ''San Bernardino da Siena'' con l'aureola pone un importante termine post quem, poiché venne proclamato santo nel 1450.
Nel XVII secolo il polittico fu scomposto, con la perdita dell'originaria cornice; si riuscì però ad evitare la dispersione dei pannelli. Trasferito poi nella chiesa di San Rocco, dal 1901 è conservato nella Pinacoteca comunale.

## Descrizione
Sansepolcro era un piccolo centro dove la riflessione artistica non era certo d'avanguardia, per cui la commissione al pittore fu di tipo tradizionale, con un'impaginazione a più scomparti indicati dagli archetti della cornice e con un uso massiccio di colori preziosi, come l'oro sullo sfondo. Nonostante queste limitazioni Piero riuscì a creare un'opera di forte modernità, tramite alcuni espedienti quali la fusione spaziale in un unico pannello principale della Madonna della Misericordia e dei quattro santi, ai piedi dei quali corre un unico gradino marmoreo e con dettagli, quali le vesti dei fedeli inginocchiati, che sporgono negli attigui scomparti. Forse nell'impaginazione Piero imitò da vicino quella del Polittico di Pisa di Masaccio.

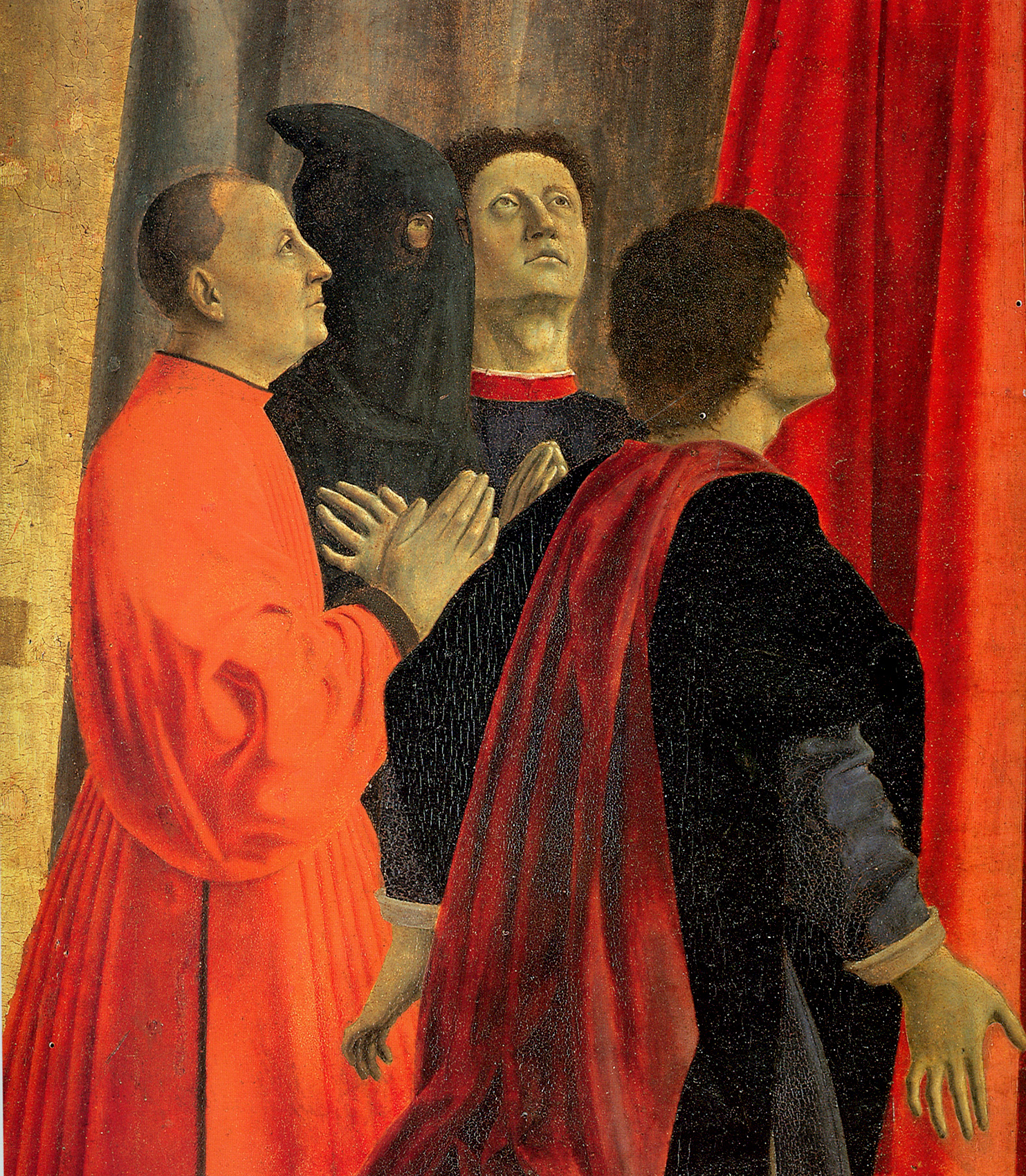
Gli oranti, con l'autoritratto di Piero voltato verso lo spettatore, al centro

È stato osservato come le figure fanno riferimento alla "solidità" delle opere di Masaccio, immerse nel colore insegnato da Domenico Veneziano e fanno tutte da contorno al gesto della Madonna, "scolpito" dalla prospettiva appresa dagli studi di Filippo Brunelleschi.
Il polittico si compone di 23 tavole (cinque maggiori, cinque della cimasa, cinque della predella e quattro scomparti su ciascun pilastrino, di cui quello inferiore occupato semplicemente dallo stemma della confraternita), in parte di mano di assistenti.

### LaMadonna della Misericordia
Al centro si trova la Madonna della Misericordia, una rappresentazione della Vergine Maria che apre il mantello per dare riparo e protezione alle persone che la venerano, derivata dalla consuetudine medievale della "protezione del mantello", che le nobildonne altolocate potevano concedere a perseguitati e bisognosi d'aiuto. I fedeli sono gerarchicamente più piccoli e sono disposti a semicerchi, quattro per parte (uomini a sinistra e donne a destra), lasciando un ideale posto al centro per l'osservatore. Tra di essi si vede un confratello incappucciato, un ricco notabile vestito di rosso e, secondo una lunga e plausibile tradizione, l'uomo voltato verso lo spettatore accanto alla veste di Maria sarebbe un autoritratto del pittore.
La Madonna poggia su una base scura organizzata prospetticamente, che richiama l'attenzione sulla figura centrale. Ben evidente è l'interesse di Piero per la geometria, nell'accumularsi di forme regolari, quali il cilindro del mantello, il tronco di cono dell'aureola e la corona della Vergine, le forme ovali dei visi. La cintura di Maria è annodata in modo da formare una croce.

### Altre tavole

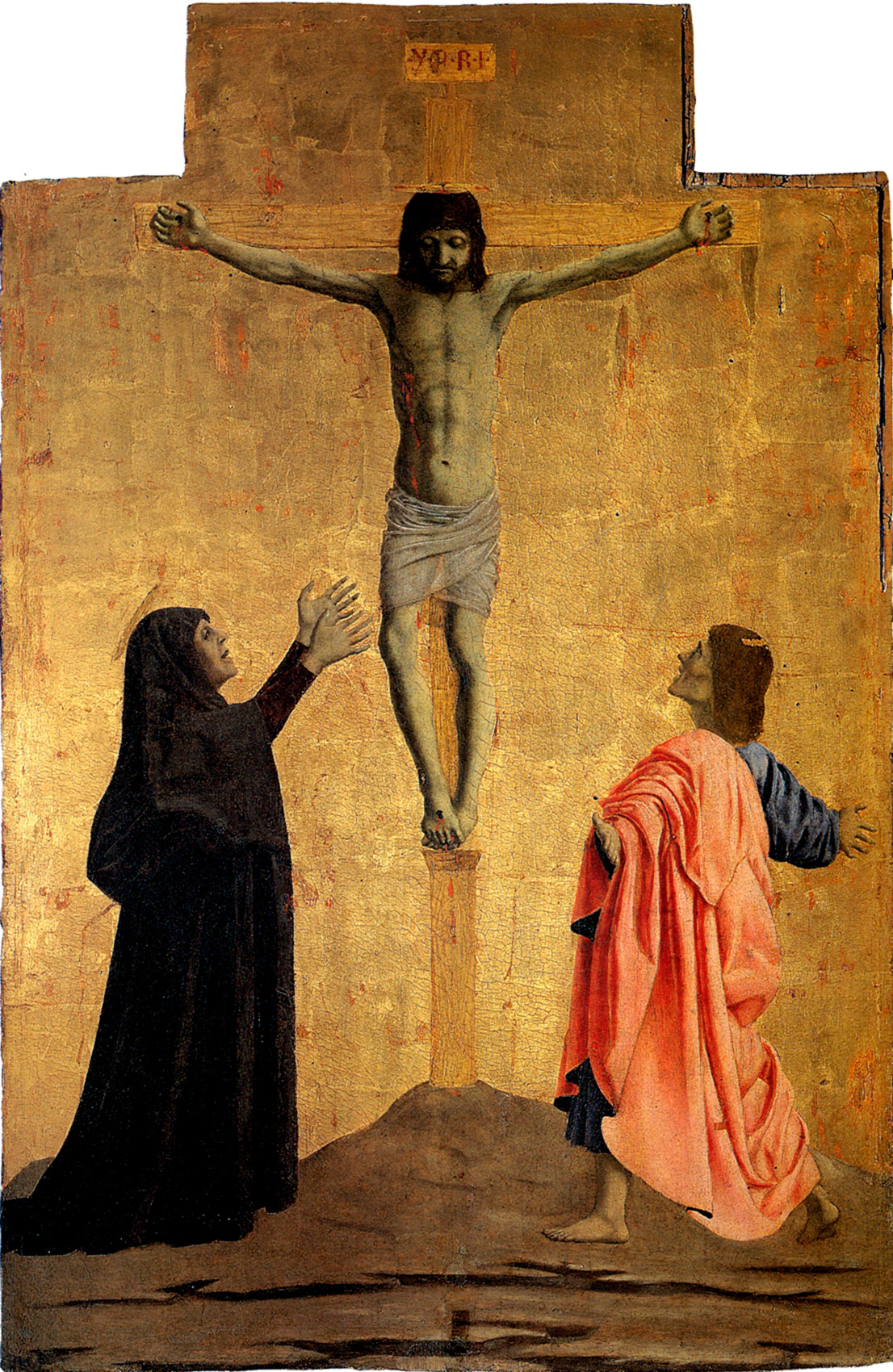
Crocifissione

Ai lati della Vergine, nel registro principale, si trovano, da sinistra, San Sebastiano, trafitto dalle frecce, San Giovanni Battista, con la veste marrone da eremita nel deserto, la barba, il bastone e il cartiglio con Ecce Agnus Dei, Ecce qui tollit pecc[ata mundi], San Giovanni Evangelista, con il libro e la veste rossa, e San Bernardino da Siena, con l'abito francescano. La tavola con la Madonna della Misericordia che accoglie il popolo sotto il suo manto è generalmente indicata come la prima ad essere stata dipinta. Dal punto di vista iconografico si segnala come la presenza di Sebastiano sia legata alla protezione dalle pestilenze e per questo di numerose confraternite; fin dal primo Rinascimento il santo venne di preferenza raffigurato nudo e trafitto di frecce, offrendo agli artisti l'occasione per mettere in pratica gli studi di anatomia. Giovanni, protettore di Firenze e protettore delle malattie della gola, è rappresentato senza la consueta pelliccia nel gesto del predicatore, che indica la Vergine: alcuni hanno messo in relazione questo atteggiamento con una citazione del San Matteo di Ghiberti a Orsanmichele, presente ad esempio anche in un Giovanni Battista di Lorenzo Monaco. Bernardino, la cui presenza offre un punto d'appoggio per la datazione della tavola, è raffigurato con il volto scarno, ispirato a un ritratto postumo del senese Pietro di Giovanni d'Ambrogio, eseguito nel 1444.
Nel secondo registro si trovano al centro la Crocifissione e ai lati San Romualdo, l'Angelo annunciante, la Vergine Annunciata e San Francesco. La Crocefissione è la tavola dove si nota una maggiore dipendenza da Masaccio, con il Cristo rappresentato di scorcio ottimizzato per una veduta dal basso, migliorando il tentativo sperimentale, ma un po' goffo, della Crocifissione masaccesca di Napoli. I gesti della Vergine Maria e di Giovanni, ai lati della croce, sono ampi e drammaticamente espressivi, ricordando da vicino il pathos dell'analoga tavola masaccesca.
Sopravvivono anche le fasce dipinte dei pilastri laterali, con le raffigurazioni di sei santi e di due stemmi della Confraternita della Misericordia, probabilmente opera di uno sconosciuto allievo; cinque tavolette costituiscono la predella (Orazione nell'orto, Flagellazione, Deposizione, Noli me tangere e Marie al sepolcro), attribuite al pittore camaldolese Giuliano Amidei, forse anche appartenenti a un polittico diverso. La grande importanza data però alla Deposizione, posta al centro in formato maggiore, è legata però all'impegno della confraternita nella sepoltura dei morti.
Predella del Polittico della Misericordia